# Immacolata Concezione di Maria a Grottarossa
Koordinaten: 41° 57′ 44″ N, 12° 29′ 17″ O
Immacolata Concezione di Maria a Grottarossa ist eine Titelkirche in Rom in der Vorstadt Grottarossa an der Via Flaminia im Norden der Stadt.

## Geschichte
Sie wurde 1935 von Ettore Molinario gebaut, um die Pfarrseelsorge für die zugewanderten Arbeiter aus Nord- und Mittelitalien sicherzustellen. Am 4. Juni 1937 wurde die Pfarrgemeinde gegründet. Sie liegt an der Via Flaminia, „ad Saxa Rubra“, wo 312 eine historische Schlacht zwischen Konstantin I. und Maxentius stattfand. Am 2. November 1986 besuchte sie Papst Johannes Paul II. Hierbei krönte er ein Bild der Unbefleckten Empfängnis.
Am 5. Mai 1985 wurde sie mit der päpstlichen Bulle Purpuratis Patribus zur Titelkirche erhoben. 1985 wurde Henryk Roman Gulbinowicz zum ersten Kardinalpriester ernannt.

## Kardinalpriester
- Henryk Roman Gulbinowicz, 1985–2020
- Wilton Daniel Gregory, seit 2020